# 144 Vibilia
144 Vibilia је астероид главног астероидног појаса. Приближан пречник астероида је 142,38 km,
а средња удаљеност астероида од Сунца износи 2,654 астрономских јединица (АЈ).
Инклинација (нагиб) орбите у односу на раван еклиптике је 4,807 степени, а орбитални период износи 1579,307 дана (4,323 године). Ексцентрицитет орбите астероида износи 0,236.
Апсолутна магнитуда астероида износи 7,91 а геометријски албедо 0,059.
Астероид је откривен 3. јуна 1875. године.